# Dorpsstraat (Rosmalen)
De Dorpsstraat is een straat in het centrum van Rosmalen. Vroeger was het een straat met kasseien en oude pandjes. Tegenwoordig zijn veel oude pandjes al tegen de vlakte gegaan, maar er is nog een aantal panden overgebleven. Zo is de straat een mix van oud en nieuw.
Sinds de begin jaren 90 van de 20e eeuw bestaan plannen om een deel van het centrum te herontwikkelen. Dit plan is nog niet gerealiseerd, omdat niet alle winkeleigenaren mee willen werken met de verkoop van hun pand. Met name Dorpsstraat 69, en een oude garage van Pennings, waar eens een benzinepomp heeft gestaan. Om het dorpse karakter te behouden kwamen Rosmalenaren in 2003 in actie tegen de plannen om het centrum te veranderen.